# Girolamo Di Stolfo
Girolamo Di Stolfo, noto anche con lo pseudonimo di Big Jimmy (Ischitella, 2 agosto 1967 – San Giovanni Rotondo, 13 luglio 2015), è stato un attore, personaggio televisivo e pugile italiano.
Era noto per aver interpretato il ruolo di Crapanzano in Così è la vita, quello del buttafuori Jimmy nel quiz Avanti un altro! e per essere stato il responsabile della security presso la casa del Grande Fratello.

## Biografia
Originario della Puglia, frequentò la riviera romagnola e si allenò nella palestra del ginnasta Romeo Neri di Rimini sotto la guida di Elio Ghelfi, che lo condusse ad una breve carriera agonistica nel mondo del pugilato. 
Come pugile disputò sette incontri da dilettante, nella categoria supermassimi. Ai campionati assoluti di Lucca (1988), essendo l'unico iscritto nei supermassimi, venne rimandato a casa senza combattere. Ad aprile 1989 diventò professionista con la Totip di Umberto Branchini. Combatté 4 incontri di cui 3 vinti (tutti e 3 per KO) e 1 perso sempre per KO. Lasciò il pugilato nel novembre 1989.
Allo stesso tempo, grazie alla sua prestanza fisica, iniziò a lavorare come buttafuori in varie discoteche della Romagna.
Esordì nel mondo dello spettacolo in una piccola parte nel film Fantozzi - Il ritorno (1996), mentre nel 1997 interpretò il ruolo del "piccolo" Jimmy nella trasmissione Tira & Molla, in cui, vestito da bambino, cantava in playback le canzoni dello Zecchino d'Oro. Recitò negli sketch di Strozus di Paola Cortellesi nel corso di Mai dire Gol, ricoprendo la parte dell'arcigno Sandrone, l'addetto al recupero crediti.
Grazie alla sua imponente stazza (era alto 2 metri e 3 centimetri e pesava circa 170 kg) svolse il lavoro di addetto alla sicurezza negli studi Mediaset di Cinecittà. Diventò noto al pubblico televisivo per aver fatto il bodyguard in molte edizioni del Grande Fratello, ma anche a Buona Domenica e in Uomini e donne. Toccava a lui frenare gli eccessi degli scalmanati in entrata e in uscita dalla casa del Grande Fratello e aiutare l'inviato Marco Liorni a porgere le domande.
Tra le sue numerose partecipazioni si ricordano Piacere RaiUno (Rai 1), Il nuovo gioco delle coppie (Rete 4) nel ruolo del genio, Sabato notte live (Canale 5), Non dimenticate lo spazzolino da denti (Canale 5), Non è la Rai (Italia 1), I guastafeste (Canale 5), Il mercante in fiera (TMC). Dal 2011 comparve attivamente nel programma di Paolo Bonolis Avanti un altro!, in cui fu protagonista in alcuni sketch con l'alieno, interpretato da Leonardo Tricarico, e con il conduttore. Nella puntata del 6 gennaio 2013, in cui erano protagonisti i bambini (e la cui vincita sarebbe andata ai bambini di una scuola elementare colpita dal terremoto dell'Emilia del 2012), comparve travestito da Shrek.
Nell'ambiente televisivo era soprannominato il "gigante buono": nonostante il corpo imponente e la grande forza fisica, non si rendeva mai protagonista di gesti sopra le righe ed era noto per il carattere amichevole.
Riuscì anche ad approdare sul grande schermo, seppure in piccoli ruoli; una delle sue interpretazioni più famose rimane quella di Crapanzano, compagno di cella di Aldo Baglio in Così è la vita, film del 1998. Un altro ruolo importante lo ebbe in Benvenuto Presidente!, con Claudio Bisio.

### La morte
Negli ultimi mesi di vita diradò inaspettatamente la sua presenza televisiva per motivi di salute. Colpito da un aneurisma cerebrale, fu ricoverato all'ospedale di San Giovanni Rotondo; morì dopo quattro giorni, la mattina del 13 luglio 2015, a 47 anni, poche ore dopo il decesso del fratello Mimmo, di 55 anni. Il funerale si tenne, con grande partecipazione popolare, il 15 luglio presso la chiesa di Sant'Eustachio ad Ischitella, suo comune d'origine.

## Omaggi
Big Jimmy venne omaggiato da Paolo Bonolis al termine della prima puntata della quinta edizione di Avanti un altro! e da Alessia Marcuzzi al termine della prima puntata della quattordicesima edizione del Grande Fratello. Marco Liorni, che lavorò a lungo a contatto con lui, dichiarò: «Non voglio essere retorico, ma era una persona davvero buona. Scherzavamo spesso dietro le quinte, ricordo il suo forte accento pugliese e la sua simpatia, mi dispiace tanto.».

## Filmografia

### Cinema
- Abbronzatissimi (1991)
- Fantozzi - Il ritorno (1996)
- A spasso nel tempo (1996)
- Così è la vita (1998)
- Fantozzi 2000 - La clonazione (1999)
- L'uomo della fortuna (2000)
- La repubblica di San Gennaro (2003)
- Ricordati di me (2003)
- Una cella in due (2011)
- Benvenuto Presidente! (2013)

### Televisione
- Ladri si nasce - film TV (1997)
- Caraibi - miniserie TV (1998)
- Villa Ada - film TV (1999)

## Programmi TV
- Non è la Rai
- Il Nuovo Gioco delle coppie (Rete 4, 1992-1994)
- Il Nuovo Gioco delle coppie Estate (Rete 4, 1993)
- Il Gioco delle coppie Beach (Rete 4, 1994)
- Buona Domenica
- Grande Fratello
- Mai dire Lunedì
- Insideout - Pazzi per la scienza
- Avanti un altro!
- Uomini e donne

## Pubblicità
- Simmenthal
- Lavazza
- Q8
- Pinguino De'Longhi